# Aparejo vela-rotativa

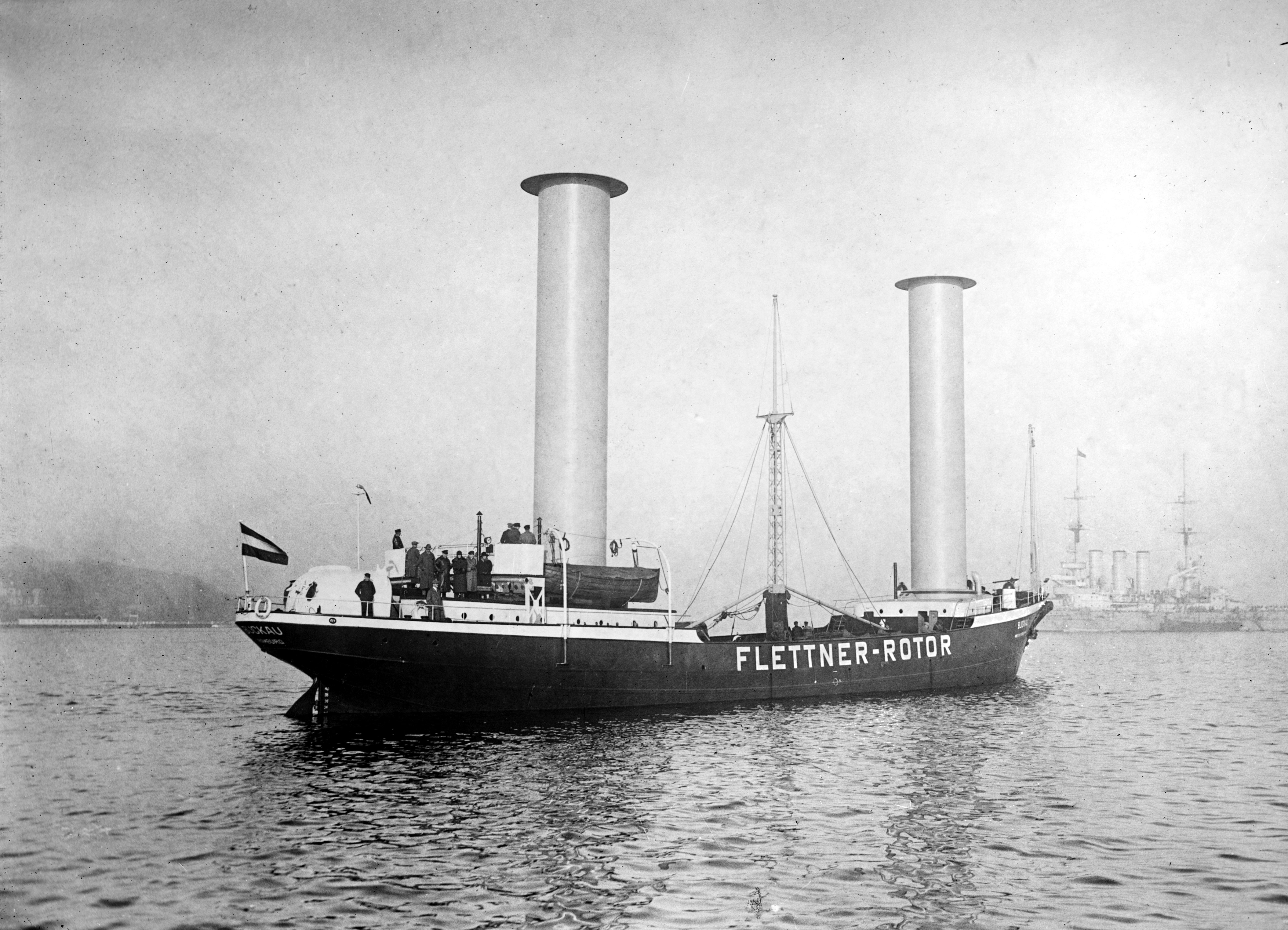
Barco Buckau, con rotores Flettner.

En náutica, la vela-rotativa  es un dispositivo que aprovecha el giro de un elemento (en general rígido) para aprovechar la fuerza del viento desviando su flujo.

## Descripción
Las velas convencionales aprovechan la fuerza del viento modificando el flujo de aire de manera adecuada.
Las velas rígidas funcionan igual que las convencionales y permiten un mejor ángulo de ceñida. 
Las hélices aéreas que transmiten la potencia generada por el viento en una hélice sumergida (que es la que hace mover el barco) no son, ni pueden considerarse velas. Si se usan para desviar el flujo del aire (actuando como velas), sí pueden clasificarse como velas.

## Rotor Flettner

Representación del efecto Magnus actuando sobre una esfera o clindre, modificando el flujo de aire. Las líneas V indican el viento. La flecha F representa la fuerza resultante dirigida hacia la zona de presión más baja. Ver que es perpendicular a la dirección del viento.

De acuerdo con el efecto Magnus, un cilindro
giratorio sometido a la acción del viento (expuesto a un flujo de aire) genera una fuerza perpendicular a la dirección del viento.
El ingeniero alemán Anton Flettner patentó el llamado "rotor Flettner" en 1922, consistente en un cilindro giratorio (accionado por un motor exterior). Dos años después se adaptaron dos de estos rotores sobre una goleta modificada. Los cilindros (ver figura) hacían unos 15 metros de altura por 3 metros de diámetro y sustituían todo el aparato de la goleta original (dos palos machos, dos mástiles, estados, obenques, burdas ,...; 35 Tm en total). El ahorro de peso era considerable. El conjunto de los dos cilindros, dos motores eléctricos y un motor diesel pesaba unas 7 Tm (7.000 kg).
El funcionamiento del barco, llamado " EL ASOMBROSO", fue muy satisfactorio. Podía ceñirse a menos de 45 grados y las rachas de viento no le afectaban en absoluto. (En cada caso, en función de las dimensiones del cilindro y de la velocidad de giro, a partir de una cierta velocidad de viento la fuerza inducida no aumenta).

Desde el punto de vista general, los rotores Flettner del "Buckau" generaban menos potencia que si el motor diesel se hubiera aplicado directamente a una hélice sumergida.

## Rotor Lesh
En 1932 el Ingeniero aeronáutico  Laurence J. Lesh  presentó un sistema de vela rotativa muy interesante. Aparentemente sólo se probó en modelos reducidos. Las referencias indican que las velas Lesh, de sección aproximadamente elíptica, giraban por la fuerza del viento (quizás con algún sistema complementario no indicado en los artículos consultados) y que, una vez girando impulsaban el barco (por efecto Magnus) modificando el flujo del aire.
Otra ventaja de estas velas sobre otros diseños es la forma aerodinámica de la sección, que permitiría usarlas como velas rígidas convencionales o dejarlas alineadas con el viento para una resistencia de arrastre mínima.

## RotorSavonius

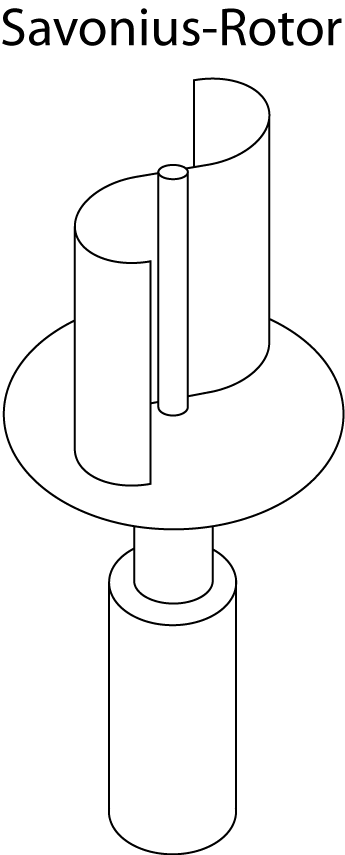

Su origen data de comienzos del siglo XX y debe su nombre a su creador el ingeniero finlandés Savonius.
El rotor del tipo Savonius es de eje vertical y su construcción es muy simple: consta de dos semicilindros colocados en forma de S. Su funcionamiento también es simple, la parte cóncava recoge la fuerza del viento, mientras que el otro semicilindro da la cara convexa que tiene menos resistencia al viento y de esta forma el viento hace girar el rotor.
Una vez el rotor gira, actúa como un rotor Magnus, modificando el flujo de aire y proporcionando una fuerza aerodinámica (perpendicular al eje del rotor y con un cierto ángulo respecto de la dirección del viento) que puede descomponerse en una componente en la dirección de marcha del barco y una componente perpendicular a la marcha del buque (contrarrestada por la orza o quilla).
Aparentemente no ha habido intentos serios para emparejar alguna embarcación con el rotor Savonius.

## RotorDarrieus

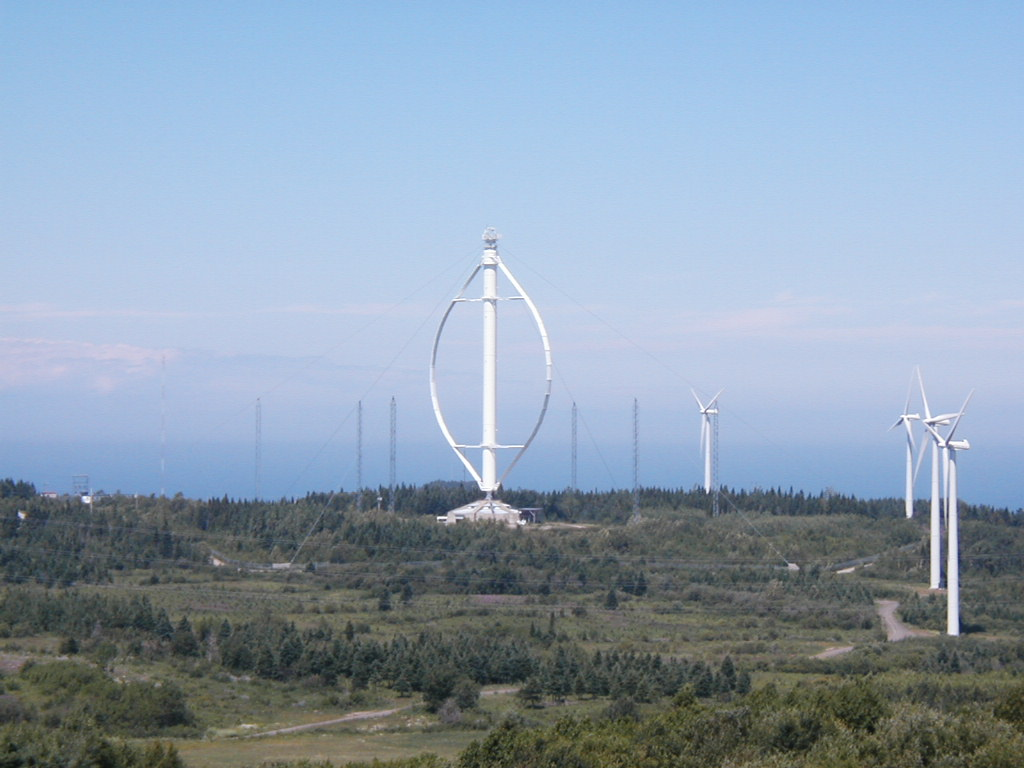
Generador del tipo Darrieus.

El rotor de eje vertical Darrieus fue ideado por el ingeniero francés Georges Darrieus. Se trata de un árbol con dos palas laterales que van desde el jefe del árbol hasta la base según una forma aproximadamente elíptica (ver imagen). El conjunto puede girar según un eje vertical.
El rotor Darrieus hay encenderlo con un motor auxiliar que puede desacoplarse una vez adquirida una cierta velocidad inicial.
Una vez el rotor está girando actúa como modificador del flujo de aire incidente, generando una fuerza perpendicular al viento. Fuerza que se puede aplicar a un velero aparejado con esta "vela" rotativa.
Parece que no ha habido ejemplos notables de aplicación de dicho sistema. Por otro lado hay bastantes casos de rotores Darrieus actuando como generadores y los estudios existentes podrían aprovecharse en eventuales aplicaciones náuticas.
En los aerogeneradores la fuerza que actúa sobre el rotor sólo interesa para dimensionar la base que debe soportar el conjunto. Considerado como una vela rotativa, lo que interesa de un rotor es precisamente la fuerza provocada por la modificación del flujo de aire. Por el viento relativo, en el caso de un barco navegando.

## Vela tipoautogiro
Los rotores con eje vertical pueden ser usados como una vela. También una hélice (que, adaptada a un barco, hay que considerar de eje horizontal en principio) puede usarse como una vela, modificando de forma adecuada el flujo de aire incidente. (Por extraño que pueda parecer, una hélice de un avión cuando gira libremente ejerce una fuerza de resistencia importante. Algunas hélices pueden ser "puestas en bandera", orientando las palas de forma que la resistencia implicada sea mínima).
De cara a obtener una fuerza máxima aprovechable en un barco navegando de ceñida, la hélice debe posicionarse la sesgada en relación con el viento.
De todos los tipos de hélices posibles, la más indicada para funcionar como una vela es la de los autogiros. La hélice que sustenta un autogiro (sólo accionada por el viento relativo) ejerce una fuerza equivalente al peso de la aeronave. Es decir, una fuerza muy importante en relación con el peso y el bulto de la propia hélice. Y ello con un ángulo de incidencia del viento muy pequeño (ideal para navegar de ceñida).
Aceptada la posibilidad anterior (con el eje de la hélice horizontal) y si el eje de la hélice es orientable a voluntad, la fuerza causada por el viento puede orientarse en la dirección más conveniente. Por ejemplo para que proporcione una cierta sustentación (además de propulsión), disminuyendo el peso aparente del barco, la superficie mojada, el volumen de agua desplazado y, en consecuencia, aumentando la velocidad del barco.
Ha habido algunos intentos de embarcaciones aparejadas con una hélice del tipo autogiro. Huelga decir que una "vela" rígida con palas que giran a gran velocidad puede ser muy peligrosa si no se tienen en cuenta todas las precauciones necesarias.

## Videos
- Modelo de avión con alas de efecto Magnus. Nótese que las alas no son cilíndricas.
- Modelo de avión con alas rotatorias de múltiples palas, con efecto Magnus
- Modelo de velero con rotor Savonius
- Ultraligero con hélice de autogiro

## Nota
- Esta obra contiene una traducción  derivada de «Aparell vela-rotativa» de Wikipedia en catalán, publicada por sus editores bajo la Licencia de documentación libre de GNU y la Licencia Creative Commons Atribución-CompartirIgual 4.0 Internacional.

- Datos: Q8202294